# بورا میلوتینوویچ
بورا میلوتینوویچ (سیریلیک صربی: Велибор Милутиновић – Бора؛ زادهٔ ۷ سپتامبر ۱۹۴۴) یک بازیکن فوتبال اهل صربستان است.

## باشگاهی
از باشگاه‌هایی که در آن بازی کرده‌است می‌توان به موناکو، باشگاه فوتبال پارتیزان، و نیس اشاره کرد.